# Nieuwmarkt 25
Nieuwmarkt 25 te Amsterdam is een gebouw aan de Nieuwmarkt 25 (begane grond) en Sint Antoniesbreestraat 1 (bovenetages)  in Amsterdam-Centrum. Het gebouw is sinds 27 augustus 1970 een rijksmonument met de omschrijving “hoekhuis met gebeeldhouwde zandstenen top”. Een soort cartouche onder de daklijst vermeldt 1724.

## Recente geschiedenis

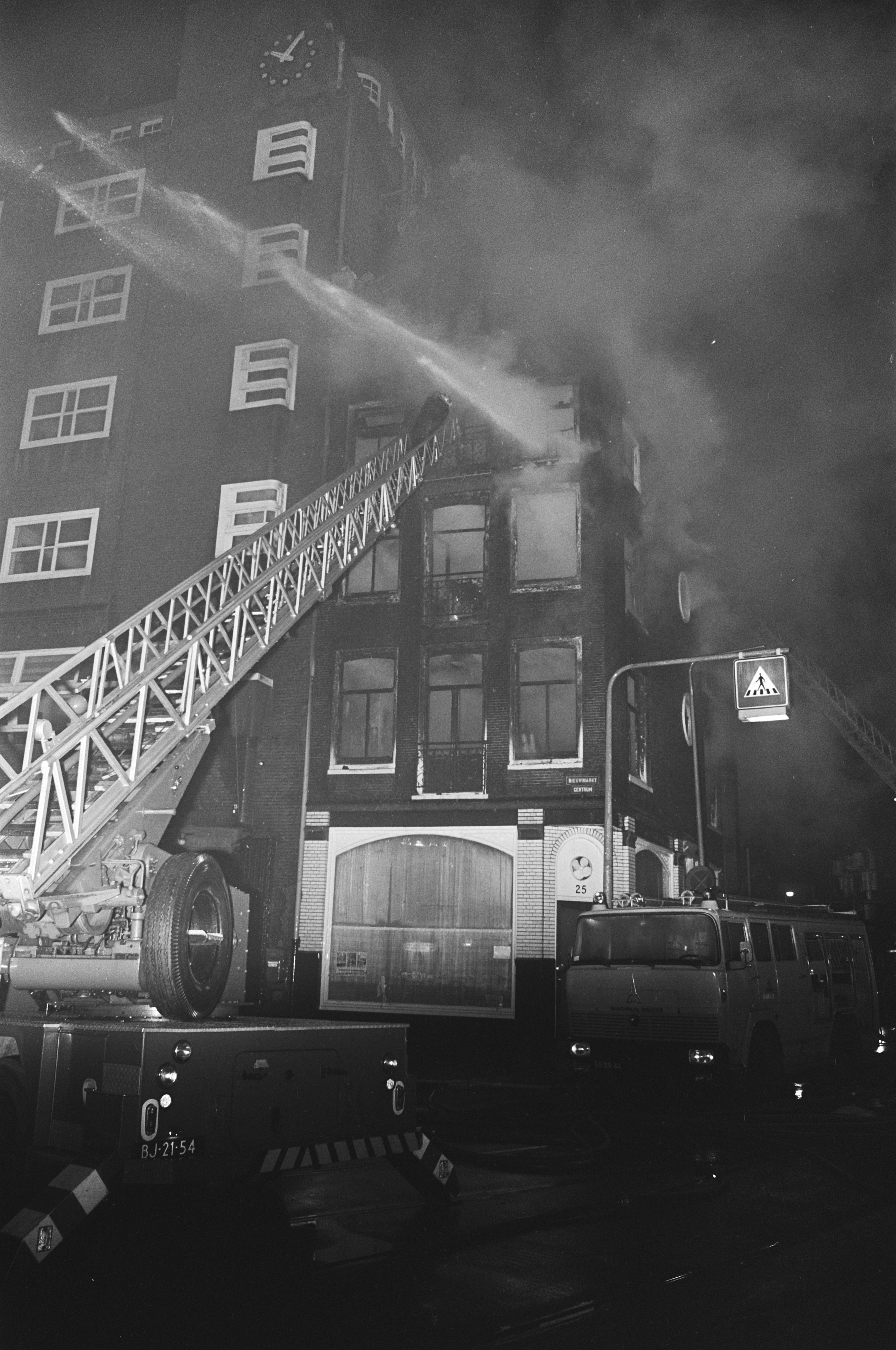
Brand, februari 1976

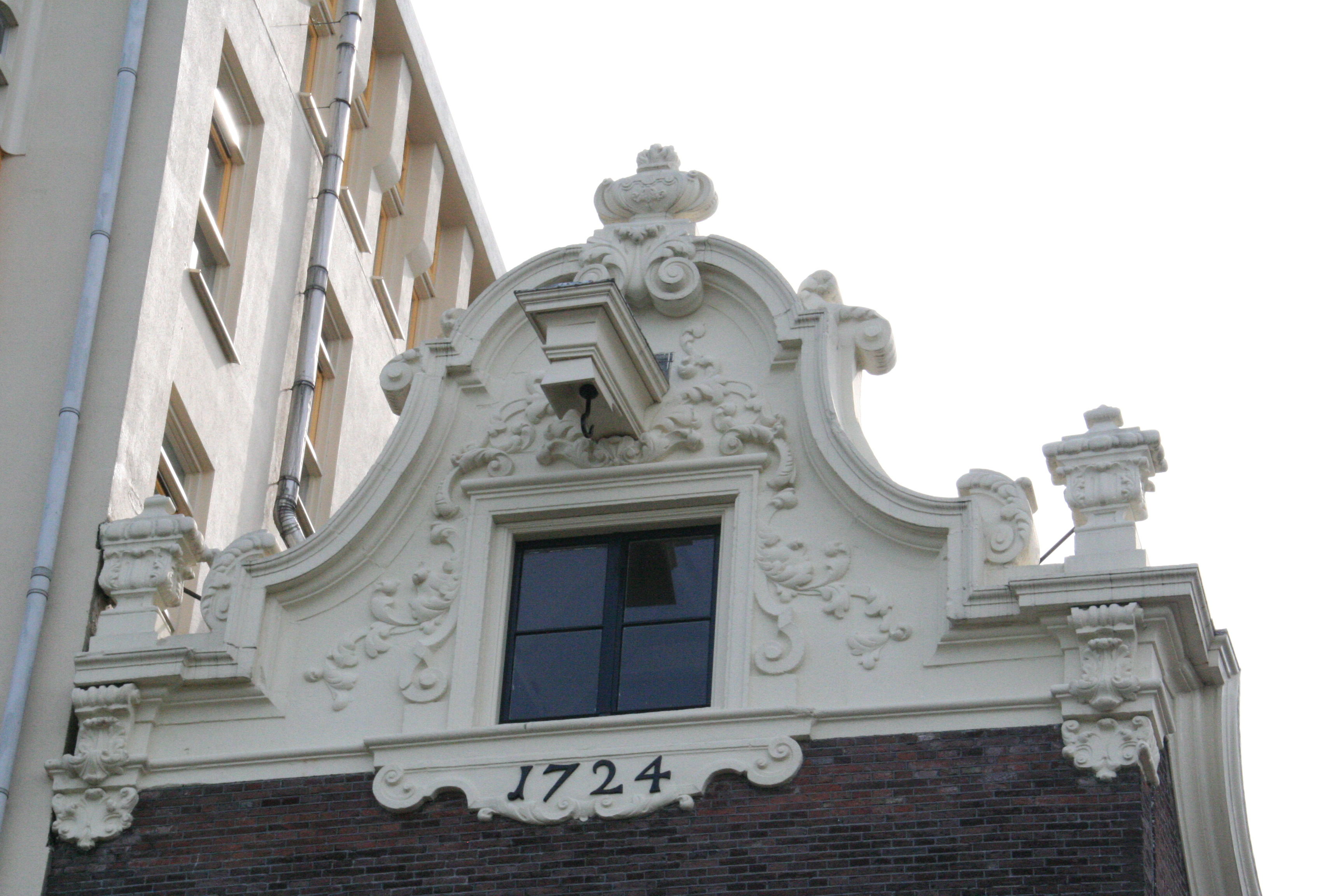
Jaartal (2011)

Het gebouw, dat in een 17e eeuwse wijk staat, overleefde diverse vernieuwingen in de Nieuwmarktbuurt. In 1926 verdwenen Nieuwmarkt 17-23 toen de Firma Flesseman uit Rotterdam hun filiaal wilde uitbreiden. De nieuwbouw als ook de aanvullende nieuwbouw uit circa 1985 leverde het gebouw de naam Flesseman op. In de jaren zeventig overleefde het de grootscheepse sloop in verband met de bouw van de Metro van Amsterdam; het stond net naast het tracé. In diezelfde periode werd het wel getroffen door een kleinere ramp. In februari 1976 brak brand uit, vermoedelijk door een omgevallen oliekachel op de eerste verdieping. De brand greep dermate snel om zich heen, dat een vrouw (oppas) en kind op de derde etage zich niet meer konden redden en omkwamen.  Het gebouw werd onder rijks- en gemeentesubsidies hersteld worden. Die renovatie en restauratie werd uitgevoerd onder toezicht van het architectenbureau Evers en Sarlemijn, die hun sporen voornamelijk achterlieten binnen de uitvoering van het Algemeen Uitbreidingsplan, de naoorlogse wijken van Amsterdam. 